# Akot
Akot är en stad i den indiska delstaten Maharashtra, och tillhör distriktet Akola. Folkmängden uppgick till 92 637 invånare vid folkräkningen 2011.